# Улица Симонка
Улица Симонка́ (Симоно́к) — одна из основных улиц микрорайона Радиогорка Северной стороны города Севастополя.

## Описание

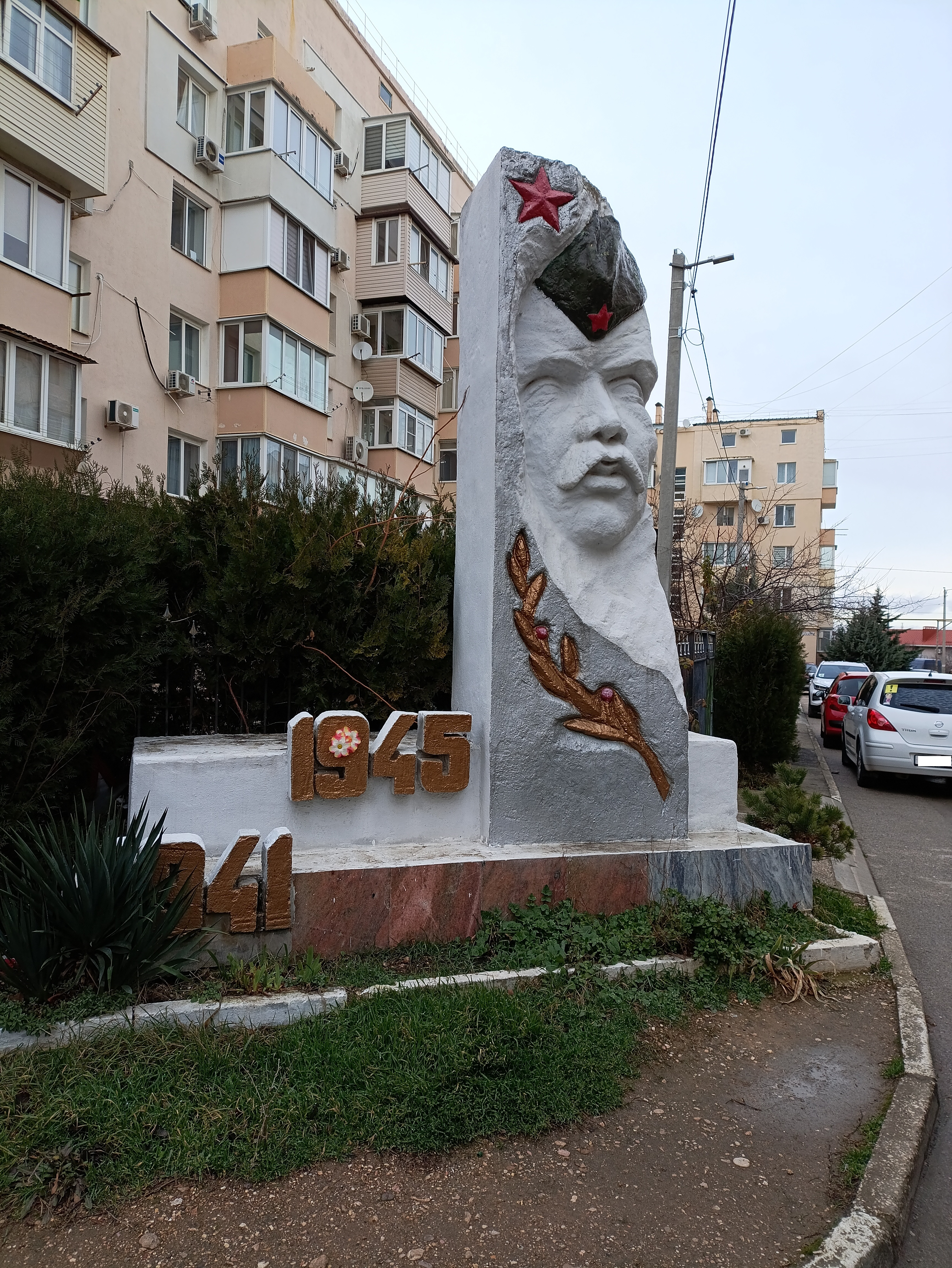
Памятник Великой Отечественной войны, ул. Симонок 55А.

Улица Симонка расположена вблизи Северного укрепления на Северной стороне в Нахимовском районе Севастополя. Начинается от площади Кролевецкого и идёт с востока на запад в сторону турбазы «Севастополь» огибая Северное укрепление. Заканчивается на пересечении улиц Загордянского и Рейдовой.
На улице имеются супермаркеты, автомойка, АЗС, футбольное поле стадиона им. Симонка, парк, комплекс зданий бывшей Центральной военной туристической базы «Севастополь».
Сохранились казематы береговой мортирной батареи № 7, ныне объекта культурного наследия регионального значения.
Улица представлена как одноэтажными домами так и многоэтажными.

## История
Своё название получила 31 октября 1965 года в честь Героя Советского Союза Владимира Поликарповича Симонка (аннотационная табличка установлена на доме № 6), до этого момента была частью Михайловской улицы.
На улице среди жилых домов Герою Советского Союза установлен памятник.

### Разночтения названия улицы

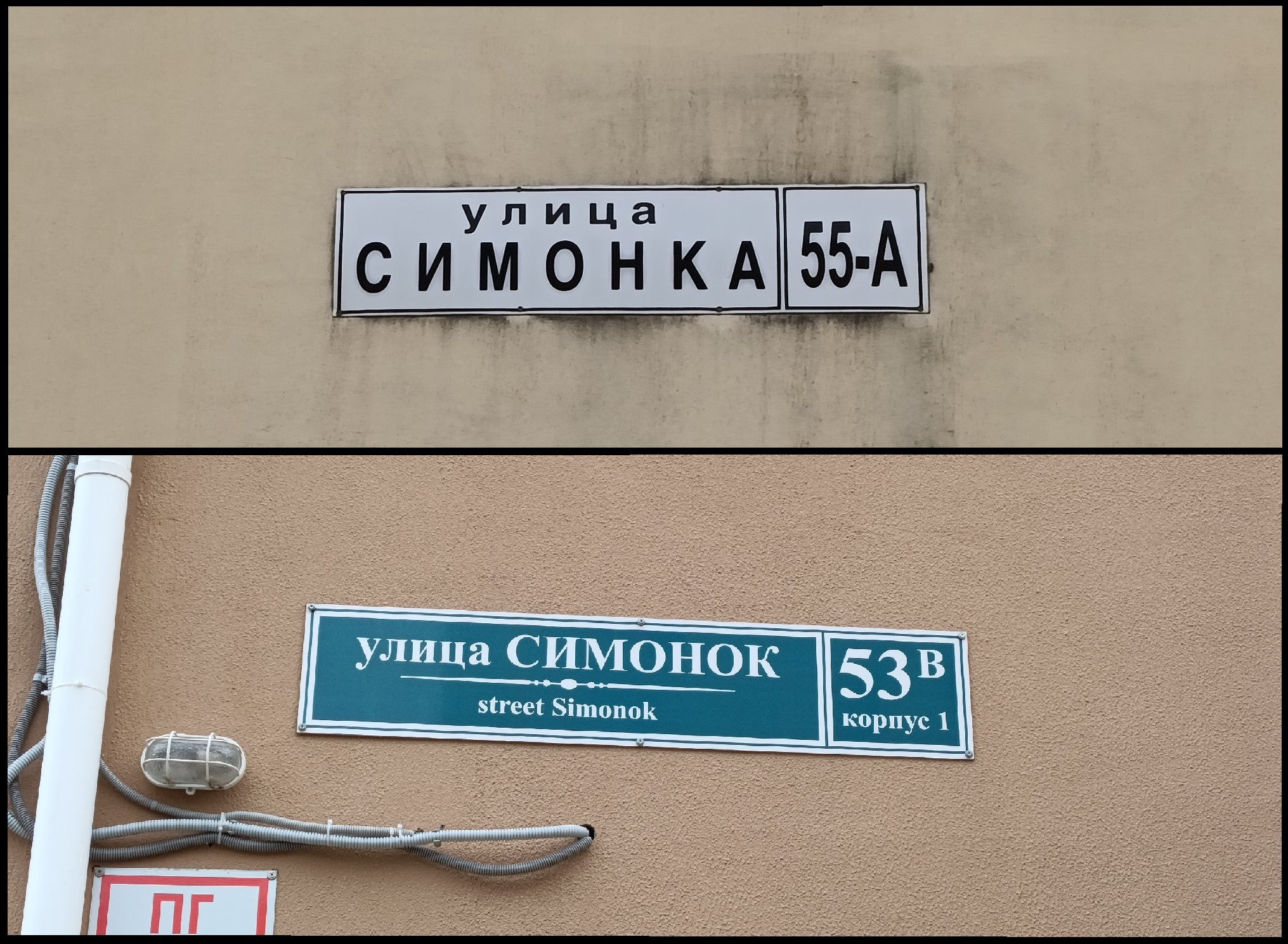
Разночтение названия улицы

Разночтения названия улицы (Сима́нок, Симоно́к, Симонка́ или Симоно́ка) присутствуют в документах, на аншлагах домов и мемориальной доске. На некоторых из них видны следы исправления названия.
Причиной появления различных написаний стал человеческий фактор. В решении исполкома городского совета ошиблись по вине машинистки: «Присвоить вновь образовавшейся улице на Северной стороне имя героя СССР Сима́нок». С точки зрения правил русского языка правильным будут варианты: улица Симонка́ или улица Симоно́ка.

## Транспорт
Улица с двухполосным двусторонним движением. 
По улице ходят три автобусных маршрута — № 49, № 55 и № 56.